# Па (буква маньчжурского алфавита)

Хэргэни па — буква маньчжурской письменности, обозначает глухой губно-губной взрывной согласный /p/, графически представлена шестью слогами 1-го раздела силлобария Чжуван чжувэ. Буква «Па» является одной из букв, написание которых отличается в монгольской, калмыцкой и маньчжурской письменностях.

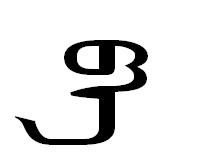
Хэргэни па
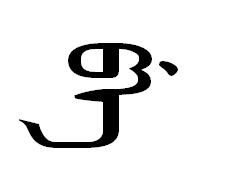
Хэргэги Пэ
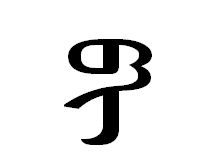
Хэргэни Пи
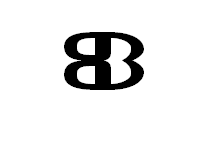
Хэргэни По
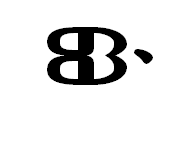
Хэргэни Пу